# Cerebral Caustic
Cerebral Caustic  è il diciassettesimo album in studio del gruppo musicale post-punk inglese The Fall, pubblicato nel 1995.

## Tracce
1. The Joke – 2:49
2. Don't Call Me Darling – 3:35
3. Rainmaster – 3:27
4. Feeling Numb – 2:45
5. Pearl City – 2:46
6. Life Just Bounces – 4:47
7. I'm Not Satisfied – 2:56
8. The Aphid – 2:46
9. Bonkers In Phoenix – 6:02
10. One Day – 3:31
11. North West Fashion Show – 3:30
12. Pine Leaves – 3:40

## Formazione
- Mark E. Smith - voce, tapes, chitarra
- Brix Smith - chitarra, voce, basso
- Craig Scanlon - chitarra
- Steve Hanley - basso
- Simon Wolstencroft - batteria
- Dave Bush - tastiere, programmazioni
- Lucy Rimmer - cori